# Siphonochilus brachystemon
Siphonochilus brachystemon är en enhjärtbladig växtart som först beskrevs av Karl Moritz Schumann, och fick sitt nu gällande namn av Brian Laurence Burtt. Siphonochilus brachystemon ingår i släktet Siphonochilus och familjen Zingiberaceae. Inga underarter finns listade i Catalogue of Life.